# Paratuberculosis
La paratuberculosis (PTBC) o enfermedad de Johne es una enfermedad infecciosa bovina, de curso crónico, causada por una micobacteria denominada Mycobacterium avium paratuberculosis (MAP).

## Descripción
Se trata de una enfermedad de distribución mundial, que afecta principalmente a los rumiantes tanto domésticos como salvajes. Los datos de prevalencia recogidos en diferentes estudios son muy variables en función de los países y de las técnicas de diagnóstico empleadas, pero se estima que entre un 30 y un 70 % de las explotaciones en países punteros en cuanto a producción de leche se encuentran afectadas.
La enfermedad se caracteriza por un periodo largo de incubación y los síntomas aparecen principalmente en animales de primer o segundo parto. En un primer momento los síntomas que se observan son inespecíficos, como puede ser el descenso de la producción láctea y del índice de conversión cárnica, y según evoluciona la lesión que se produce en el intestino se puede ver un deterioro general del animal con mal aspecto del pelo, adelgazamiento progresivo y aparición de una diarrea inicialmente intermitente que evoluciona a continua. En las fases finales de la enfermedad se observa un edema submandibular muy característico.
La principal vía de transmisión de la enfermedad es la fecal-oral. Los animales excretores, algunos de ellos todavía en fases subclínicas, eliminan las micobacterias con las heces contaminando la comida y el agua de los bebederos suponiendo un riesgo elevado para los animales más jóvenes. El mayor riesgo de infección lo corren los animales menores de un año y sobre todo durante los seis primeros meses de vida. Esto parece estar relacionado con el tejido linfoide que en los animales más jóvenes recubre todo el intestino delgado y que según aumenta la edad se va retrayendo hasta limitarse a unas pequeñas «islas» denominadas Placas de Peyer. Las micobacterias, a través de este tejido linfoide penetran en la estructura del intestino, se multiplican y comienzan a producir la lesión, la cual evolucionará de distinta forma en función de la respuesta inmunitaria del animal. Por este motivo los animales adultos, aunque sean expuestos a cargas elevadas de micobacterias, tienen menos riesgo de infectarse. Además, hay que tener en cuenta que el periodo de incubación es de aproximadamente dos años, lo que haría que un animal infectado de adulto llegase al final de su vida productiva sin presentar síntomas de la enfermedad.
El diagnóstico de la PTBC es complejo. La evolución crónica de la enfermedad, la fluctuación de los anticuerpos detectables y la excreción intermitente de micobacterias en las heces durante la fase subclínica de la enfermedad determinan que idealmente el diagnóstico de la enfermedad se deba abordar mediante una combinación de técnicas laboratoriales directas (PCR en heces) e indirectas (ELISA en suero o plasma sanguíneo). Con ello, se pretende aumentar el éxito de detección de la infección en los estadios iniciales.

## Medidas de bioseguridad
Aunque las técnicas de diagnóstico no nos permiten certificar que una explotación está libre de paratuberculosis, en aquellas explotaciones sin historial de la enfermedad se deberían implantar las siguientes medidas de bioseguridad para evitar su introducción:
- Realizar controles serológicos periódicos a todos los animales mayores de 24 meses para comprobar la ausencia de animales seropositivos.
- Favorecer una política de reposición interna de los animales. Si ésta no fuera posible, adquirir animales para reposición exclusivamente de explotaciones ganaderas saneadas y libres de casos clínicos de PTBC en los últimos años. Realizar pruebas serológicas y de PCR para comprobar su estado sanitario antes de la compra.
- Mantener una vigilancia activa y requerir la actuación del veterinario en la explotación ante la presencia de animales con clínica digestiva de tipo diarreico no asociada a cambios en el manejo de la alimentación.
- Mantener las medidas de bioseguridad, limpieza y desinfección de las áreas destinadas a la recría desde el momento del parto.
- Proteger los alimentos, el agua de bebida y las áreas de alimentación de la contaminación de material de origen fecal.
- Utilizar diferentes utensilios y herramientas para manejar el alimento y el estiércol.
- Acudir a concentraciones de animales (ferias, exposiciones, concursos, etc.) en las que se garantice que los animales son seronegativos y no excretores de MAP con las heces.

El mantenimiento en el tiempo de las medias de bioseguridad junto con el asesoramiento y apoyo del laboratorio para verificar la ausencia de animales seropositivos o excretores de Map serían algunos de los pilares básicos necesarios para estudiar la conveniencia de establecer un sistema de calificación de rebaños libres de PTBC.

## Medidas de biocontención
Son tres los métodos de control con los que históricamente se ha trabajado para el control de la PTBC: Mejora en el manejo, Saneamiento (detección de positivos mediante análisis laboratoriales y eliminación de éstos) y la vacunación. Esta última es la que mejores resultados presenta en relación costo-beneficio. Mediante la vacunación lo que se persigue es evitar la progresión de las lesiones que se producen en el intestino tras la infección, de manera que se reduce el número de animales con síntomas clínicos y al mismo tiempo el número de micobacterias eliminadas con las heces. Todo esto hace que la carga micobacteriana disminuya y que los animales se encuentren en un ambiente cada vez más limpio. Dos han sido los factores que han jugado en contra de esta estrategia; por una parte la idea inicial de la erradicación inmediata, lo que hizo que países en los que se estaba utilizando abandonaran su utilización, cuando el concepto que se debe manejar es el de «control». Y por otra parte la interferencia con el diagnóstico de la tuberculosis cuando se emplea la intradermotuberculinización simple (IDR), la habitual en las Campañas de Saneamiento Oficiales. En consecuencia la vacunación sólo ha sido aprobada a nivel estatal en unos pocos rebaños incluidos en programas piloto y proyectos de investigación, siempre respaldados por la Autoridades Sanitarias Locales, y en los que se ha solventado este problema con éxito mediante la IDR comparada (PPDbovina-PPDaviar).
En cuanto a la mejora en el manejo todas las actuaciones deben encaminarse a evitar el contacto de los animales jóvenes con las heces de los adultos. Medidas a destacar son:
- Separar inmediatamente el neonato de la madre tras el parto.
- Encalostrar al neonato con calostro procedente de animales negativos.
- Extremar las medidas higiénico-sanitarias en el proceso de preparación de la leche de reemplazo y durante la acción de alimentar a los animales jóvenes para evitar la contaminación con material de origen fecal.
- Evitar el manejo de los animales lactantes agrupados en lotes, favoreciendo la crianza en boxes individualizados.
- Manejar los animales de manera que se garantice la máxima separación entre los jóvenes y los adultos.
- Manejo diario de la recría previo al de las adultas con el fin de no llevar materia fecal de las adultas en botas, palas u otros utensilios comunes.
- Manejar de forma eficaz y segura los efluentes y el estiércol para que no supongan un riesgo para la contaminación del ambiente, o para evitar el contacto directo con los animales jóvenes.

Estas medidas son difíciles de aplicar en explotaciones de pequeño-medio tamaño porque prácticamente supone la duplicidad de instalaciones y material. Por sí sola esta estrategia presenta resultados a muy largo plazo, pero es básica para optimizar el rendimiento de las otras dos (saneamiento y vacunación).
En cuanto al Saneamiento, se puede decir que es la estrategia más extendida. Sus resultados son buenos en cuanto a la reducción de animales que llegan a presentar síntomas clínicos y del nivel de excreción, pero por debajo de los resultados obtenidos con la vacunación. Además, su coste es muy elevado ya que al coste de los análisis hay que sumar el del sacrificio de los positivos, lo que hace que la tasa de reposición en las explotaciones se dispare. Las medidas asociadas a esta opción serían:
- Eliminar inmediatamente los animales con sintomatología clínica.
- Identificar los animales subclínicos mediante análisis de laboratorio. Con el fin de reducir los costos se puede hacer un primer cribado mediante ELISA de suero en los animales mayores de 24 meses y análisis por PCR de heces de los seropositivos para la detección de excretores y posterior eliminación de estos. La mejor opción sería hacer las dos técnicas al mismo tiempo a todos los animales y priorizar las eliminaciones en este orden; los animales positivos a las dos técnicas (ELISA y PCR) en primer lugar, los positivos a PCR de heces en segundo lugar, y por último, los positivos al ELISA en suero sanguíneo.